# バルザース
バルザース（Balzers, 標準ドイツ語：「バルツァース」[báltsɐrs], アレマン語（リヒテンシュタイン方言）：「バルツェーアス」[báltsəɐrs]）は、リヒテンシュタインの南に位置する基礎自治体。
「バルザース」は英語式の慣用読みである。かつては舞台ドイツ語式発音に基づいてバルツェルスとも呼ばれていた。
2021年の調査によると、総人口は4,662人である。842年に初めてバルザースが述べられた。
スイスや北イタリアとも地理が近いために、ラテン語（ロマンシュ語、ロンバルト語）の影響が著しい。